# Orlando Pride
Orlando Pride ist ein Frauenfußballfranchise in Orlando, Florida. Es wurde 2015 gegründet und nimmt seit der Saison 2016 an der National Women’s Soccer League, der höchsten Liga im Frauenfußball in den Vereinigten Staaten, teil.

## Geschichte
Am 20. Oktober 2015 wurden in einer im Internet übertragenen Pressekonferenz erste Details zum Franchise bekanntgegeben, darunter Teamname und -logo. Die Aufnahme der Orlando Pride stellt die zweite Erweiterung des Teilnehmerfeldes der NWSL dar, die mit der Saison 2013 den Spielbetrieb aufgenommen hatte. Vor der Saison 2014 waren die Houston Dash der Liga beigetreten.
Tom Sermanni, zuvor unter anderem langjähriger Nationaltrainer Australiens und der Vereinigten Staaten, wurde zum ersten Cheftrainer in der Geschichte des Franchise ernannt.
Am 26. Oktober 2015 gab das Franchise die Verpflichtung der Nationalspielerinnen Alex Morgan, Kaylyn Kyle und Sarah Hagen bekannt.
In der ersten Spielzeit belegte Orlando den 9. Platz nach der regulären Saison und verpasste damit die Play-offs der besten vier Teams deutlich. Die Saison 2017 verlief deutlich erfolgreicher: das Team erreichte in der regulären Saison den dritten Tabellenplatz und konnte sich damit für die Play-offs qualifizieren. Dort unterlag man jedoch am Ende deutlich mit 1:4 dem späteren Meister Portland Thorns FC.
Das dritte Jahr 2018 schloss Orlando auf dem siebten Platz in der regulären Saison ab und verpasst damit wiederum die Play-offs der vier besten Mannschaften. Am Ende der Saison trennten sich das Franchise und Cheftrainer Tom Sermanni einvernehmlich.
Die Spielzeit 2019 beendete Orlando mit lediglich 4 Siegen aus 24 Spielen auf dem neunten und damit letzten Tabellenplatz.

## Organisation
Die Orlando Pride werden von der gleichen Organisation geleitet wie das Männerfranchise Orlando City in der Major League Soccer. Präsident ist Flávio Augusto da Silva. Nach dem Portland Thorns FC und den Houston Dash, „Schwesterteams“ der Portland Timbers beziehungsweise Houston Dynamo, sind die Pride der dritte NWSL-Ableger eines MLS-Teilnehmers.

## Stadien

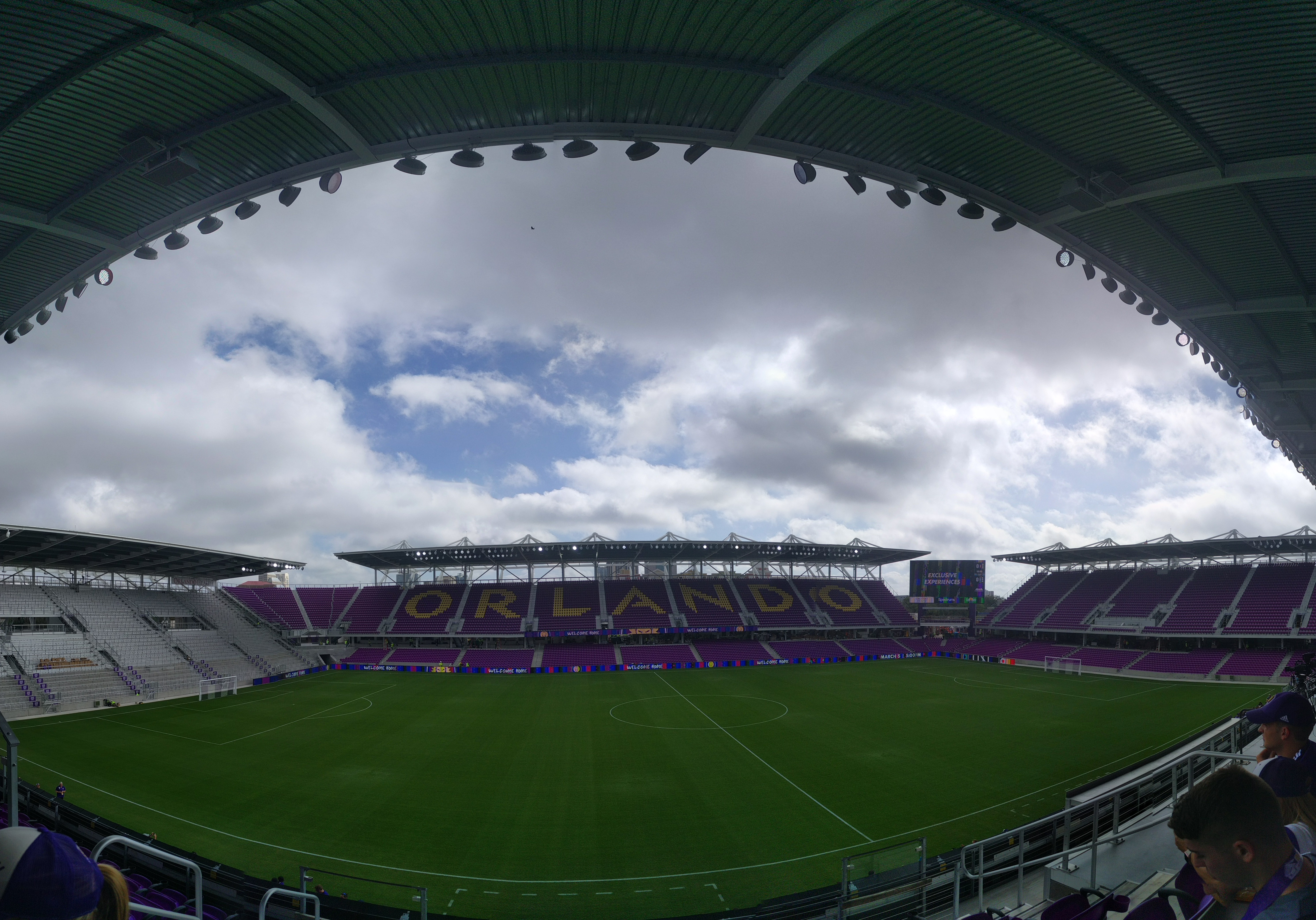
Das Inter&Co Stadium

- Camping World Stadium; Orlando (2016)
- Inter&Co Stadium; Orlando (seit 2017)

Die Orlando Pride trugen in ihrer ersten Saison ihre Heimspiele im Camping World Stadium aus. Nach der Fertigstellung des Orlando City Stadium im Frühjahr 2017 zog das Franchise in das neue Fußballstadion um. Seit dem Verkauf der Namensrechte an das Unternehmen Exploria Resorts am 4. Juni 2019 trug das Stadion den Namen Exploria Stadium. Seit dem 18. Januar 2024 heißt das Stadion Inter&Co Stadium.

## Trainer
- 2016–2018: Tom Sermanni
- seit 2019: Marc Skinner[6]

## Saisonstatistik
| Jahr | Liga | Reguläre Saison                      | Play-offs                            | Zuschauerdurchschnitt 1              | Erfolgreichste Torschützin 1         |
| ---- | ---- | ------------------------------------ | ------------------------------------ | ------------------------------------ | ------------------------------------ |
| 2016 | NWSL | 9. Platz                             | nicht qualifiziert                   | 8.785                                | Kristen Edmonds (6)                  |
| 2017 | NWSL | 3. Platz                             | Halbfinale                           | 6.186                                | Marta (13)                           |
| 2018 | NWSL | 7. Platz                             | nicht qualifiziert                   | 4.837                                | Sydney Leroux (6)                    |
| 2019 | NWSL | 9. Platz                             | nicht qualifiziert                   | 5.565                                | Marta (6)                            |
| 2020 | NWSL | Wegen der COVID-19-Pandemie abgesagt | Wegen der COVID-19-Pandemie abgesagt | Wegen der COVID-19-Pandemie abgesagt | Wegen der COVID-19-Pandemie abgesagt |
| 2021 | NWSL | 8. Platz                             | nicht qualifiziert                   | 4.227                                | Sydney Leroux (8)                    |
| 2022 | NWSL | 10. Platz                            | nicht qualifiziert                   | 4.385                                | Meggie Dougherty (3)                 |